# Flying Pigeon
Die Tianjin Flying Pigeon Cycle Manufacture Co., Ltd (kurz Flying Pigeon, chinesisch 飛鴿 / 飞鸽, Pinyin fēigē, ‚fliegende Taube‘) ist ein chinesischer Fahrradhersteller aus Tianjin.
Das seit 1950 hergestellte Modell PA-02 ist mit über 500 Millionen Exemplaren das meistproduzierte Fahrzeug der Welt.

## Geschichte
Nach Ausrufung der Volksrepublik China 1949 wurde das Vorläuferunternehmen, wie andere große Fahrradhersteller auch, verstaatlicht. Ab 1950 wurde das Modell PA-02 hergestellt, dass der Arbeiter Huo Baoji von einem Raleigh Roadster von 1932 abgeleitet hatte. Fahrräder wurden als Teil der nationalen Mobilitätspolitik betrachtet, die gesamte chinesische Fahrradproduktion verhundertfachte sich zwischen 1952 und 1978, Deng Xiaoping versprach „eine Pigeon in jedem Haushalt“.:119 f. Zeitweise lag die Planvorgabe bei 25 Millionen Fahrrädern pro Jahr, in den 1970er und 1980er Jahren wurden bei Flying Pigeon täglich 10.000 Fahrräder von 15.000 Arbeiterinnen und Arbeitern im Dauerbetrieb produziert. China wurde als Königreich des Fahrrads bekannt. Dennoch musste teilweise jahrelang auf eine Erwerbsmöglichkeit der staatlich vergebenen Fahrräder gewartet werden. 1980 erhielten der damalige US-Präsident George H. W. Bush und seine Frau Barbara je ein Flying Pigeon während eines Staatsbesuchs als Geschenk. Die Taube im Logo soll Eintracht und Harmonie symbolisieren.
Mit dem Aufkommen anderer Fahrradhersteller mit breiteren Modellpaletten und der schwindenden Rolle des Fahrrads in der chinesischen Mobilität sank der Absatz von Flying Pigeon deutlich.:146 1998 wurden nur noch 200.000 Stück verkauft, der Betrieb hatte noch 7.000 Angestellte. Der Großteil wurde entlassen, als eine neue Fabrik in einem Industriegebiet gebaut wurde, um die alte im Stadtzentrum zu ersetzen. Die Modellpalette und Auswahl an Farben wurde deutlich erweitert. 2007 waren 600 Arbeiterinnen und Arbeiter in der teilautomatisierten Produktion beschäftigt. Die Jahresproduktion lag bei 800.000 Stück, in Tianjin allein wurden im gleichen Jahr insgesamt 100 Millionen Fahrräder hergestellt.
Dennoch werden klassische Flying Pigeons weiterhin nostalgisch als Symbol für das postrevolutionäre China gesehen. Die Fahrräder erleben teilweise ein Revival in China und anderen Ländern, häufig auch in bunten Farben.:65

## PA-02

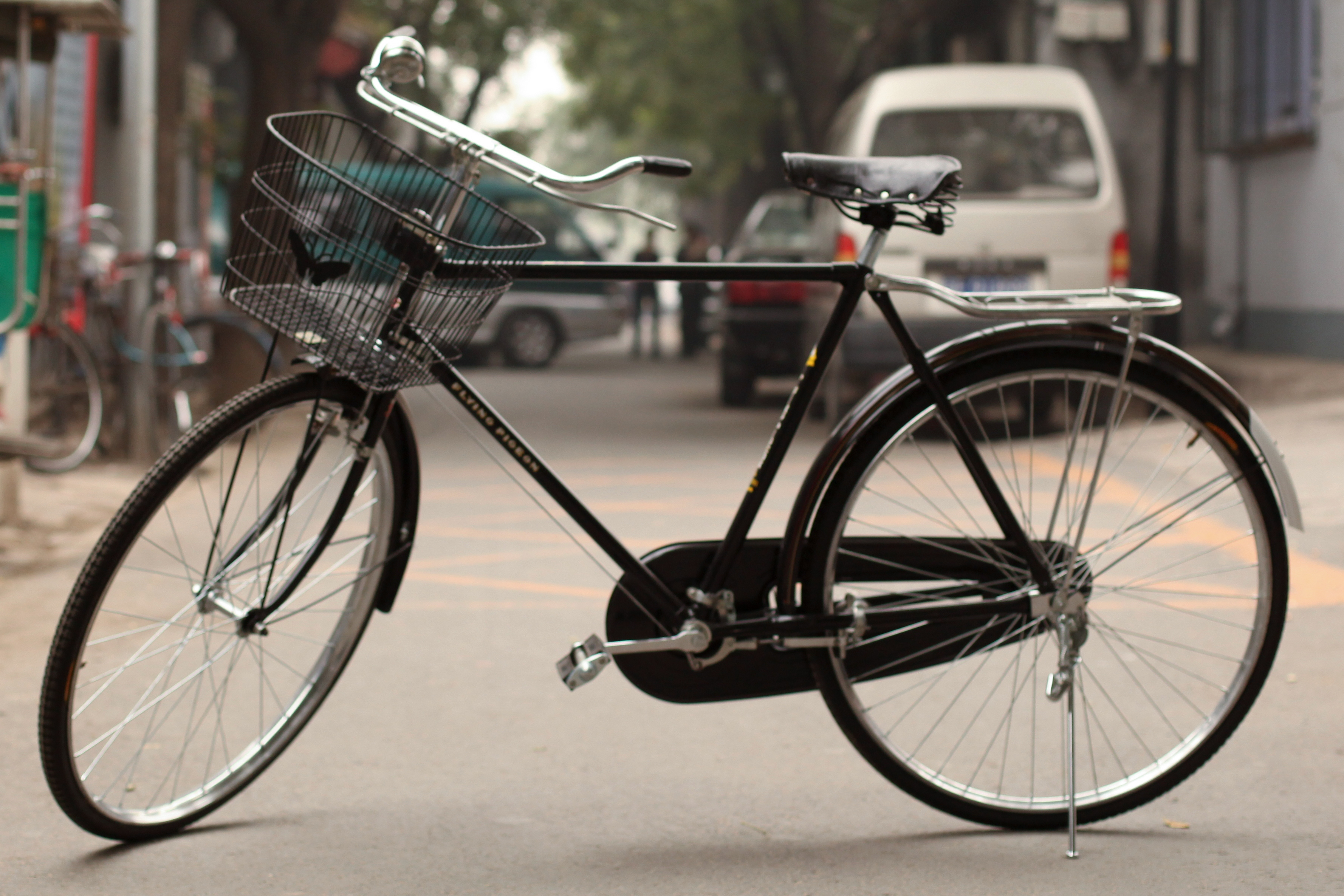
Flying Pigeon PA-02

Das seit 1950 hergestellte PA-02 ist das klassische Modell von Flying Pigeon und basiert auf dem Raleigh Roadster von 1932. Mit über 500 Millionen Exemplaren das meistproduzierte Fahrzeug der Welt. Lange Zeit lag der Preis bei 150 Yuan, dies entsprach etwa zwei bis vier Monatsgehältern.
Das Fahrrad ist im Hinblick auf Langlebigkeit, Alltagstauglichkeit und günstige Produktion optimiert. Es hat keine Gangschaltung, zwei Stempelbremsen, 28-Zoll-Felgen mit eher breiten Reifen und ist mit Schutzblechen, Kettenkasten und Gepäckträger ausgestattet. Es ist grundsätzlich nur in schwarzer Farbe erhältlich und wiegt etwa 23 kg.